# Hasan Rizvić
Hasan Rizvić (Zenica, 18 de janeiro de 1984) é um basquetebolista profissional esloveno, atualmente joga no UNICS Kazan.